# 昔于老
昔于老（？—253年）是朝鮮三國時代新羅的軍人、高級官僚，在《日本書紀》中以新羅王宇流助富利智干登場。第十六代國王訖解尼師今之父。第十代國王奈解尼師今長子，母為骨正太子與玉帽夫人之女紅帽夫人，妻為助賁王與阿爾兮夫人之女命元夫人，有一弟名昔利音。（一說是新羅的角干水老之子）奈解尼師今在位時為新羅太子，奈解尼師今逝世後，從叔助賁尼師今繼位，昔于老成為伊伐飡，總攬國政軍政。

## 生平

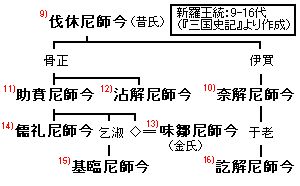
三国史记中的新罗国世系

209年，浦上八國攻打加羅國，加羅王子向新羅求救。奈解尼師今遣太子昔于老、伊伐飡昔利音出兵，殺死八國將軍，俘虜六千餘人。231年，助賁尼師今遣伊飡昔于老攻滅甘文國（今慶尚北道金泉市），定為郡縣。
233年，倭國軍隊進犯新羅。昔于老奉命率軍迎敵，在沙道（慶尚北道浦項市）火攻倭軍。倭軍大敗，紛紛跳水逃生，死傷殆盡。因功績卓著，昔于老於244年被助賁尼師今任命為伊伐飡，總攬朝政軍政。翌年，高句麗侵略新羅北部，昔于老出擊，未能成功，退往馬頭柵（京畿道抱川市），當晚時分極度寒冷，昔于老出營慰勞士卒，親自燒柴給士兵取暖，得到了士兵的擁戴。
沾解尼師今在位時，新羅的屬國沙梁伐國（今慶尚北道尚州市）背叛了新羅，歸附於百濟。昔于老率軍攻滅了沙梁伐國。
後來，在253年，倭國大臣葛那古出使新羅。昔于老在驛館迎接葛那古時，對客戲言：「早晚使汝王為鹽奴，王妃為爨婦」。葛那古歸國後報知倭王。倭王大怒，派將軍于道朱君討伐新羅。沾解尼師今欲發兵迎敵，但昔于老認為戰爭的導火索是由於自己的戲言所致，執意孤身一人前往倭軍軍中談判，為倭軍所執，用火將他燒死。
昔于老有一幼子，幼弱不能步行，由從者抱上馬逃回新羅，後來成為新羅國王訖解尼師今。
在味鄒尼師今在位時，倭國大臣來到新羅行聘禮。昔于老的妻子命元夫人私自宴請倭國使臣，待其大醉之後，派人將他拉到庭院中燒死，從而為昔于老報了仇。倭王大怒，派兵攻打新羅的首都金城，但為新羅所敗。